# 原田節雄
原田 節雄（はらだ せつお、1947年 - ）は、日本の著作家、桜美林大学特任教授。

## 来歴
1970年から40年余りソニーに勤務。ソニー勤務時代を含めて、国内や海外で数十回にわたる転居と転職を経験した後、ソニー在職中に著作活動を開始。
桜美林大学大学院経営学研究科特任教授、日本規格協会技術顧問、国際標準化協議会理事、ファインバブル産業会顧問などの職にあり、東京工業大学や関西学院大学など技術経営（MOT）系大学院で非常勤講師も務めている。
九州農業の父と呼ばれた明治時代の農学士、河村九淵の孫。ペン・ネームでも著作を出版している。

## 著書
- ユビキタス時代に勝つソニー型ビジネスモデル 日刊工業新聞社 2004.3
- 目からウロコの英語とタイプの常識 パレード 2008.1
- 世界市場を制覇する国際標準化戦略 東京電機大学出版局 2008.9
- 国際ビジネス勝利の方程式 朝日新聞出版 2010.11
- ソニー 失われた20年 さくら舎2012.9

## 受賞
- 経済産業大臣表彰(2004年度)：工業標準化事業への貢献
- 内閣総理大臣表彰(2008年度)：国際標準化活動への功績[3]
- 大川出版賞(2008年度)：世界市場を制覇する国際標準化戦略[4]
- 標準化功績賞(2009年度)：情報処理学会情報規格調査会[5]